# Google DeepMind
A Google DeepMind (korábban DeepMind Technologies) egy brit vállalat, amely a mesterséges intelligencia (MI) programozására szakosodott. A DeepMindot 2010 szeptemberében Londonban Demis Hassabis, Shane Legg és Mustafa Suleyman alapították, majd 2014-ben a Google LLC felvásárolta. A DeepMind 2023 áprilisában egyesült a Google mesterséges intelligenciát kutató részlegével, a Google Brainnel, így jött létre a Google DeepMind, melynek célja, hogy áttöréseket érjen el a mesterséges intelligencia terén, különös figyelmet fordítva a gépi tanulásra, a neurális hálózatokra és az általános mesterséges intelligencia fejlesztésére.

## Története
A DeepMind létrejötte óta egyik legfontosabb céljának tartja, hogy a mesterséges intelligencia fejlesztését összhangba hozza a társadalmi és etikai felelősségvállalással. Az intézet igyekszik megelőzni a mesterséges intelligencia esetleges káros hatásait, miközben a világ legfejlettebb MI-rendszereit fejleszti.

## Go győzelem
A DeepMind első jelentős nemzetközi figyelmet felkeltő eredménye 2016-ban érkezett, amikor az AlphaGo nevű programjuk először győzte le a világ egyik legjobb Go-játékosát, Lee Sedolt. A Go egy rendkívül bonyolult stratégiai társasjáték, és a mesterséges intelligencia számára az egyik legnehezebb feladatnak számított, mivel az emberi intuíción és kreativitáson alapuló játékot nem lehetett hagyományos algoritmusokkal modellezni. Az AlphaGo győzelme mérföldkőnek számít a mesterséges intelligencia fejlődésében, mivel azt mutatta, hogy a gépek képesek túlmutatni az emberi szakértők tudásán komplex döntési helyzetekben.

## Gyógyszerfejlesztés
A DeepMind másik kiemelkedő eredménye az AlphaFold, amely 2021-ben mutatkozott be. Az AlphaFold egy olyan mesterséges intelligencia rendszer, amely képes előre jelezni a fehérjék háromdimenziós szerkezetét. Ez a felfedezés forradalmasította a biológiai kutatásokat, mivel a fehérjék szerkezete kulcsfontosságú a gyógyszerfejlesztés és számos betegség megértése szempontjából. Az AlphaFold segített megfejteni a biológiai rendszerek működését, és ezáltal új lehetőségeket teremtett a tudományos kutatásban.

## Verseny a ChatGPT-vel
A ChatGPT bemutatását követően, 2022 decemberében a Google háza tájáról „ChatGPT-sokkról” szivárogtak ki hírek. A ChatGPT várható keresőmotor-üzletágat is feje tetejére állító hatása miatt Sundar Pichai vezérigazgató több kutatórészlegén belül „felforgatta" és átszervezte az MI szolgáltatásuk fejlesztésére korábban létrehozott munkacsoportjait.
A Google és az OpenAI, két óriáscég között kiéleződött verseny 2023 februárjában ért látványos szakaszába. Néhány perces különbséggel prezentálták az MI terén történt legutóbbi fejlesztéseik eredményeit. A Google bemutatta saját, Gemini (korábbi nevén Bard) névre keresztelt botját, a Microsoft pedig ChatGPT-vel felturbózott Bing chatbotját, melynek kódjait túlnyomó többségben az OpenAI által fejlesztett GitHub Copilot írta. Miután a Google Bardja pontatlan információt osztott meg a prezentáció során, 100 milliárd dollárt buktak Pichaiék. Az Gemini fiaskója a Google befektetői körében erősítette az aggodalmat, hogy hosszabb távon a Microsoft felülkerekedhet versenytársán.
A DeepMind nem adta fel a versenyt, kifejlesztette a Gemini 2.0-át, amely 2024 februárjában látott napvilágot, és az egyik legfejlettebb MI-modell lett. A Gemini 2.0 képes volt megérteni és generálni természetes nyelvet, valamint komplex problémákat megoldani, amik az MI-aktualitások középpontjában állnak. A Gemini rendszer egy újabb lépést jelent a mesterséges intelligencia felé, amely képes a mindennapi életben való alkalmazásra, mint például a virtuális asszisztensek és a fejlettebb MI-alapú technológiák terjedése.

## Kvantumtechnológia
A Google DeepMind számára a kvantumtechnológia új lehetőségeket kínál a mesterséges intelligencia (MI) fejlesztésében. A kvantumszámítógépek képesek olyan gyors számításokat végezni, amelyeket a klasszikus gépek nem tudnak, így potenciálisan felgyorsítják a gépi tanulás és a mélytanulás folyamatát. A DeepMind célja, hogy kihasználja a kvantummechanikai jelenségeket az MI rendszerek hatékonyabbá tételéhez, például a neuronhálózatok tanításában. 

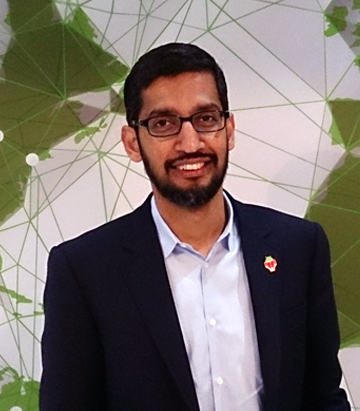
Sundar Pichai a Google vezérigazgatója

A Google Quantum MI új lehetőségeket biztosít nagy adatbázisok és komplex modellek kezelésére. A kvantumtechnológia kulcsfontosságú szerepet játszik a mesterséges intelligencia jövőjében, mivel gyorsabb és pontosabb megoldásokat kínál az olyan problémák megoldására, amelyek a klasszikus számítógépek számára túl bonyolultak.
2012-ben a Google DeepMind létrehozta a Quantum Artificial Intelligence Laboratory-t a NASA-val, hogy teszteljék a D-wave hardverét. 2019-ben a Google kutatói azt állították, elérték a kvantumfölény. Az áttörésről szóló tanulmány a Nature tudományos folyóiratban jelent meg.
2024-ben a Google DeepMind bejelentette, hogy a Willow kvantumchipet használó kvantumszámítógépe olyan feladatot oldott meg percek alatt, amely a világ akkori legerősebb szuperszámítógépének több milliárd évig tartott volna.

## Fenntartható fejlődés
A Google DeepMind az MI területén nem csupán technológiai vívmányokat keres, hanem arra is figyelmet fordít, hogy az MI-fejlesztéseket felelősségteljes módon végezze. A DeepMind csapata folyamatosan dolgozik azon, hogy biztosítsa az általuk kifejlesztett rendszerek biztonságát, etikáját és megbízhatóságát, valamint fenntarható fejlesztésre arra, hogy elkerüljék a mesterséges intelligencia negatív társadalmi hatásait. Az intézet igyekszik biztosítani, hogy a mesterséges intelligencia a társadalom ellenőrzése alatt maradjon, miközben a legújabb tudományos eredmények és technológiai újítások segítségével továbbra is meghatározza a jövőt.
A DeepMind nem csupán egy profitorientált vállalat, hanem egyben egy olyan kutatóközpont is, amely folyamatosan dolgozik a mesterséges intelligencia jövőjének emberlétékű formálásán, ezáltal különleges pozíciót foglal el a tudományos és technológiai kutatások világában.